# User32
User32.dll es una biblioteca de enlace dinámico (DLL) que implementa la biblioteca de clientes de API de usuario de Windows. Es un archivo principal para varias versiones del sistema operativo Microsoft Windows. Si este archivo está dañado o eliminado, el sistema operativo no funcionará